# Гнилане
Гнилане (серб. Гњилане / Gnjilane, алб. Gjilani) — населённый пункт городского типа в Автономном крае Косово и Метохии, Сербии. Фактически контролируется властями частично признанной Республики Косово.
Расположен в 47 километрах к юго-востоку от Приштины. Является центром Косовского Поморавье.

## Административная принадлежность
| Сербская позиция                                                     | Албанская позиция                          |
| -------------------------------------------------------------------- | ------------------------------------------ |
| центр Косовско-Поморавского округа автономного края Косово и Метохия | центр Гниланского округа Республики Косово |

Город относится к сектору, контролируемому армией США.

## Природа
Город находится в гористой местности с небольшими перепадами высот (500—800 м). Климат горный. Средние температуры января — +2+3 °C, июля — около +25 °C. Среднегодовое количество осадков — около 800 мм. Имеются источники минеральных вод.

## История
Происхождение названия города спорно. В переводе с сербского слово гњила означает «глина», а гњилина — «гниль», «гнилое место». Албанские источники утверждают, что город был основан семьёй Гнинай (Gjinaj), прибывшей сюда из Ново-Брдо.
В средние века, территория, на которой находится город Гнилане входила в состав сербского государства Стефана Душана. После битвы на Косовом поле (1389) — вошла в состав Османской империи. В 1912 году город и прилегающая территория вошли в состав Королевства Сербия.
В 1999 году власти Сербии потеряли фактический контроль над Гнилане. Памятники, напоминающие о бывшем сербском присутствии, были уничтожены. Разрушен памятник князю Лазарю, который располагался перед городским театром (сейчас на этом месте находится памятник боевикам Армии освобождения Косова). В 2000 году в результате взрыва ручной гранаты повреждена православная церковь Святого Николая.
В марте 2004 город был одним из крупных центров сербских погромов на территории Косова и Метохии — все сербы были выгнаны из города, а их дома сожжены.

## Население
Согласно последней официальной переписи 1991 года население насчитывает 103 675 жителей. Более поздние исследования и оценки отмечают рост численности населения.
Около 90 % населения состоит из албанцев, сербское меньшинство составляет 9 %. В 1940-е годы обе этнические группы были примерно равны по численности.
| Этнический состав населения города и общины                                               | Этнический состав населения города и общины | Этнический состав населения города и общины | Этнический состав населения города и общины | Этнический состав населения города и общины | Этнический состав населения города и общины | Этнический состав населения города и общины | Этнический состав населения города и общины | Этнический состав населения города и общины | Этнический состав населения города и общины |
| Год                                                                                       | Албанцы                                     | Албанцы                                     | Сербы                                       | Сербы                                       | Цыгане                                      | Цыгане                                      | Другие                                      | Другие                                      | Всего                                       |
| Год                                                                                       | чел.                                        | %                                           | чел.                                        | %                                           | чел.                                        | %                                           | чел.                                        | %                                           | Всего                                       |
| ----------------------------------------------------------------------------------------- | ------------------------------------------- | ------------------------------------------- | ------------------------------------------- | ------------------------------------------- | ------------------------------------------- | ------------------------------------------- | ------------------------------------------- | ------------------------------------------- | ------------------------------------------- |
| 1953                                                                                      | 24 797                                      | 50,87                                       | 19 196                                      | 39,32                                       |                                             |                                             |                                             |                                             | 48 748                                      |
| 1961                                                                                      | 29 942                                      | 57,12                                       | 18 297                                      | 34,91                                       | 735                                         | 1,50                                        |                                             |                                             | 52 415                                      |
| 1971                                                                                      | 43 754                                      | 64,45                                       | 20 237                                      | 29,81                                       | 1 824                                       | 2,69                                        |                                             |                                             | 67 893                                      |
| 1981                                                                                      | 59 764                                      | 71,08                                       | 19 212                                      | 22,85                                       | 3 347                                       | 3,98                                        | 1 762                                       | 2,1                                         | 84 085                                      |
| 1991                                                                                      | 79 357                                      | 76,54                                       | 19,370                                      | 18,68                                       | 3 477                                       | 3,4                                         | 1 471                                       | 1,4                                         | 103 675                                     |
| 1998                                                                                      | 94 218                                      | 79,4                                        | 19 481                                      | 16,4                                        | 3 568                                       | 3,0                                         | 1 387                                       | 1,2                                         | 118 654                                     |
| 2003 (август)                                                                             | 116 000                                     | 89,4                                        | 12 300                                      | 9,5                                         | 350                                         | 0,2                                         | 1 005                                       | 0,8                                         | 129 690                                     |
| Источники: до 1991 включительно — переписи населения Югославии, 1998 и 2003 — оценка ОБСЕ |                                             |                                             |                                             |                                             |                                             |                                             |                                             |                                             |                                             |

В результате мартовских погромов 2004 года почти все сербы покинули город (по некоторым данным в Гнилане живёт около 50 сербов) и город стал моноэтничным. Сербы проживают в нескольких сёлах в окрестностях Гнилане.

## Экономика
До 1999 года Гнилане был важным промышленным центром края (завод радиаторов, табачная фабрика). Ныне экономика города находится в упадке — ни одно крупное предприятие не работает. Зарегистрировано 3700 частных предпринимателей и занято 7900 человек.

## Примечание
1. ↑  Данный географический объект расположен в Косове. Согласно административному делению Сербии, Косово входит в её состав как Автономный край Косово и Метохия. Фактически Косово является частично признанным государством, территория которого Сербией не контролируется.
2. ↑  Географски атлас (уредник Горан Јовановић). — Београд: Intersistem-kartografija, 2008 ISBN 978-86-7722-314-4
3. ↑  В Нью-Йорке пройдет экстренное заседание СБ ООН по ситуации в Косове, где идут этнические столкновен (18 марта 2004). Архивировано 9 ноября 2011 года.